# Завещание доктора Мабузе
«Завещание доктора Мабу́зе» (нем. Das Testament des Dr. Mabuse; 1933) — второй из трех фильмов Фрица Ланга, объединённых фигурой доктора Мабузе. Это второй звуковой фильм Ланга и последний, снятый им до отъезда из гитлеровской Германии. Один из главных персонажей фильма — комиссар Карл Ломан, действующий в предыдущем фильме Ланга «М» (1931). 29 марта 1933 года фильм был запрещен берлинской цензурой под председательством правительственного советника Циммермана по причине его угрозы общественному порядку и безопасности.

## Сюжет
Фильм начинается с побега полицейского детектива Хофмейстера (Карл Мейкснер) из логова банды преступников. Хофмейстер звонит инспектору Карлу Ломанну (Отто Вернике) и пытается объяснить, что напал на след целой группы, готовящей масштабный заговор. Прежде чем он успевает раскрыть личность руководителя этой шайки, в помещении гаснет свет, затем раздаются выстрелы. Когда Ломанн приезжает, детектив исчезает, зато инспектор находит на стеклянной панели каракули, нацарапанные кольцом — послание от Хофмейстера. Его быстро находят, однако уже в невменяемом состоянии: он начинает петь каждый раз, когда кто-либо пытается с ним заговорить. Хофмейстера помещают в психбольницу.
Директор больницы, Профессор Баум (Оскар Береги, старший), на одной из лекций рассказывает о загадочном случае психического помешательства доктора Мабузе (Рудольф Клейн-Рогге). Мабузе был превосходным гипнотизёром и криминальным гением — организатором подпольной преступности. Десять лет назад, когда полиция наконец схватила его, доктор сошёл с ума. Поначалу он не произносил ни слова, затем, когда ему дали бумагу, начал выписывать бессвязные речи. Вскоре Мабузе стал подробно расписывать планы преступлений. В то же время банда выполняет все указания «доктора», который всегда сидит за занавесом и не позволяет подходить к нему. Коллега Баума доктор Крамм (Теодор Лоос) случайно обнаруживает, что недавно случившиеся ограбление ювелирного магазина было совершено чётко по инструкциям Мабузе. В скором времени два члена банды — Харди и Бредоу — убивают его из соседней машины на перекрёстке. Тем временем Ломанн выясняет, что Хофмейстер пытался нацарапать на окне: имя руководителя шайки преступников, «Мабузе». Когда инспектор приезжает в психбольницу, профессор Баум сообщает ему, что доктор Мабузе скончался, и показывает тело. Ломанн говорит о чудовищности поступков доктора, профессор Баум же воспевает гениальность Мабузе.
Баум изучает записки доктора Мабузе — его «завещание» — когда перед ним возникает его дух. Дух говорит о неограниченном царстве преступления и сливается с силуэтом профессора. Баум начинает чувствовать себя преемником Мабузе. Той же ночью сидящий за занавесом «доктор» раздаёт указания членам банды, готовя различные преступления из завещания Мабузе: нападение на химический завод, ограбление банка, отравление водных резервов и уничтожение урожая. Один из членов банды, Томас Кент (Густав Дизель), не хочет выполнять приказы, поскольку не готов убивать людей. Кроме того, он давно влюблён в молодую женщину по имени Лилли (Вера Лиссем). Лилли умоляет Кента довериться ей. Они решают сообщить обо всём полиции, но члены банды их ловят и запирают в комнате с занавесом и «доктором». Сорвав занавес, Кент и Лилли выясняют, что никакого доктора за ним не было, а приказы диктовались через громкоговоритель, по которому им также сообщают, что у них осталось три часа, прежде чем комната взорвётся. Дверь не поддаётся взлому, как и стены и пол. Тогда Кент пробивает трубу, чтобы затопить комнату водой. Это глушит взрыв бомбы, и герои выбираются живыми.
В это время полиция осаждает квартиру, в которой собрались несколько бандитов из шайки доктора Мабузе, включая Харди и Бредоу. После перестрелки нервы у большинства не выдерживают, и они сдаются. Харди заканчивает жизнь самоубийством. Бредоу рассказывает, что это они убили доктора Крамма недалеко от психбольницы. Тогда Ломанн сопоставляет бандитов и профессора Баума, догадавшись, что он явно замешан в этом деле. Когда приезжают Кент и Лилли, Баум удивляется тому, как они выжили, что замечает Ломанн. Ломанн вместе с Кентом приезжают в психбольницу и вламываются в кабинет профессора, где они выясняют, что это он записывал приказы и диктовал их через громкоговоритель. Кроме того, Баум планирует атаку на химический завод в эту самую ночь. Ломанн и Кент едут на завод и случайно видят профессора, наблюдающего за пожаром издалека. Баум скрывается на автомобиле и приезжает в психбольницу, где дух Мабузе приводит его в камеру Хофмейстера. Баум представляется перед ним как доктор Мабузе, после чего сумасшествие детектива проходит. Баум также пытается убить Хофмейстера, но охранники останавливают его. Профессор сходит с ума, и его запирают в камере, где он медленно разрывает в клочья завещание Мабузе.

## В ролях
- Отто Вернике — комиссар полиции Карл Ломан
- Густав Диссль — Томас Кент
- Оскар Береги-старший — профессор Баум
- Карл Майкснер — детектив Хофмайстер
- Теодор Лоос — доктор Крамм
- Вера Лиссем — Лили
- Рудольф Кляйн-Рогге — доктор Мабузе

## Художественные особенности

### Звуковое сопровождение
Большое значение в фильме имеет звуковое содержание. Фриц Ланг не просто обрисовывает происходящие на экране события соответствующим звуком, он добивается драматургической действенности, используя последний. Звуковое содержание фильма специально сделано громким: музыка в фильме звучит нарочито громко, персонажи также разговаривают чрезвычайно громко.
Лотта Эйснер:

Звук образует искусно инструментованную симфонию, точно сообразующуюся с движением и игрой света.

### Социальная подоплёка
В фильме достаточно реально отражено состояние Германии того времени: причины и следствия безработицы и преступности, гнетущая атмосфера экономического и психического всеобщего напряжения перед приходом Гитлера к власти. Не менее реально в фильме отражена социальная типология личности предгитлеровской Германии.
Зигфрид Кракауэр:

«Завещание доктора Мабузе» — фильм антигитлеровский, он раскрывал огромную власть гитлеризма над недостаточно вооружённым против него сознанием…